# Santa Teresa delle Suore Carmelitane Missionarie Teresiane
Santa Teresa delle Suore Carmelitane Missionarie Teresiane é uma capela conventual pública localizada na Via Vincenzo Monti, 31/B, no quartiere Gianicolense. É dedicada a Santa Teresa de Ávila.

## História
O convento ao qual a capela está ligada foi fundado para ser a cúria-geral das irmãs Carmelitas Missionárias Teresianas (em italiano:  Suore carmelitane missionarie teresiane) logo depois de elas terem recebido a aprovação papal em 1902. A congregação foi fundada na ilha espanhola de Minorca em 1860 pelo beato Francis Palau y Quer.
A capela é subsidiária da paróquia de Santi Francesco e Caterina, Patroni d'Italia.

## Descrição
A capela se parece com uma pequena igreja retangular em estilo neobarroco. A estrutura é parte do edifício do convento, mas tem seu próprio telhado inclinado com duas águas e identidade arquitetural própria.
Ela conta com uma fachada neobarroca pintada de azul claro com os principais elementos arquiteturais destacados em branco. Notável é um par de gigantescas e largas pilastras que sustenta um frontão triangular; a zona central de cada pilastra é recuada e marcada por uma borda branca. No topo de cada não há um capitel, mas uma luneta invertida ou um elemento semicircular contendo uma estrela. O frontão se abre numa pequena janela redonda.
O portal, bastante decorado, ocupa quase toda a altura da zona central recuada da fachada e é precedido por um alto lance de escadas começando entre dois pilares flanqueando o portal imitando luminárias à gás. A porta propriamente dita é flanqueada por um par de pilastras cegas, cada uma delas decorada com cinco blocos horizontais espaçados regularmente, que sustenta uma estreita cornija horizontal. Encaixado entre o lintel e ela está um tablete barroco liso. No topo das pilastras, acima desta cornija, está um par de pequeno postes duplos que suportam uma cornija maior e projetada para frente. Um par de estreitas volutas encaixadas horizontalmente preenchem o espaço entre as duas cornijas. Sobre o conjunto está o brasão da congregação ricamente decorado com volutas e jatos de flores e flanqueado por dois elementos imitando tochas flamejantes decoradas com pendões. 
Finalmente, um pequeno campanário está no alto da parede do lado direito; acima da abertura de topo curvo para os sinos estão pares de volutas no lugar de um frontão.